# Lackenschmiede

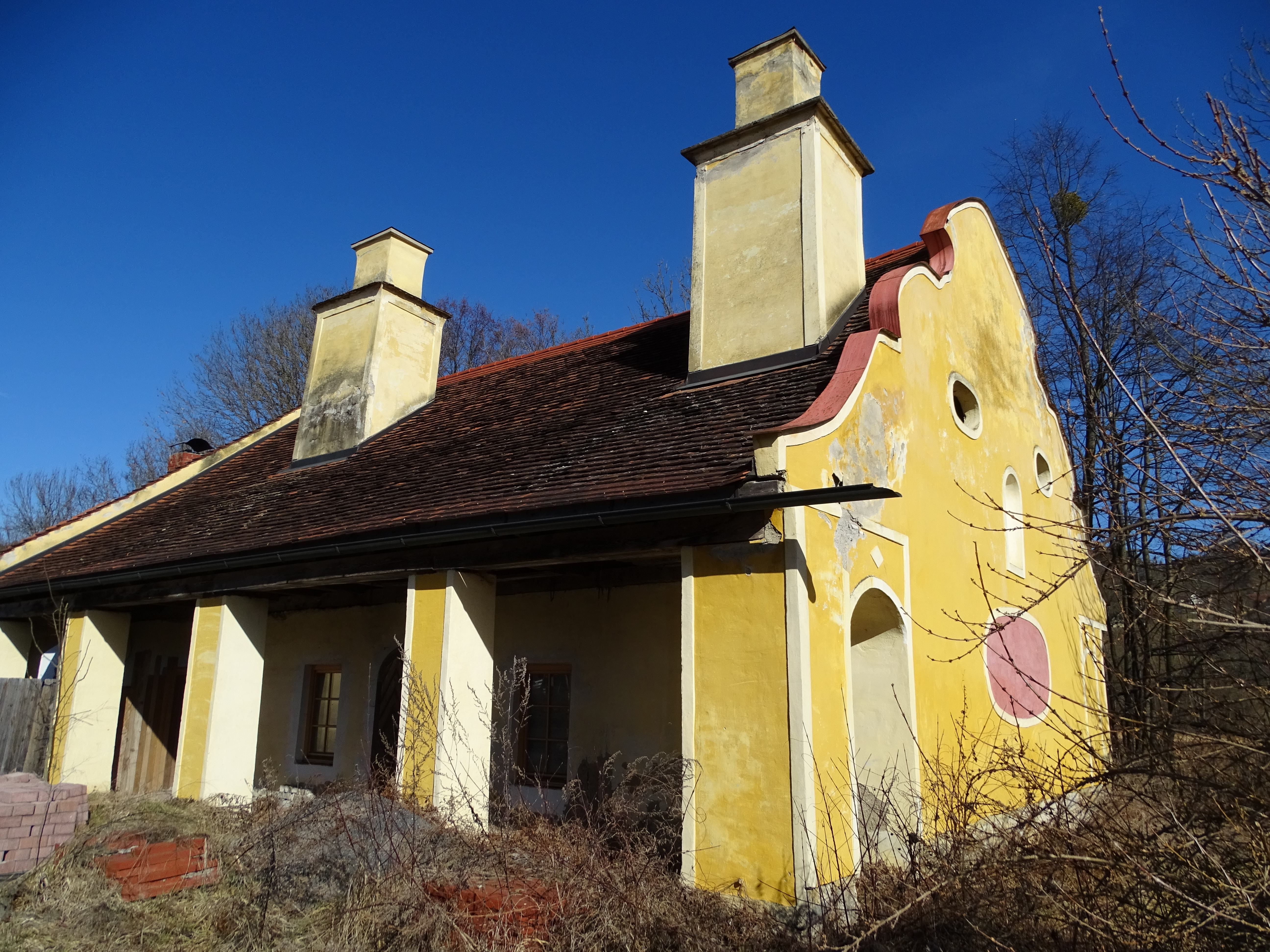
Die Lackenschmiede im Februar 2019

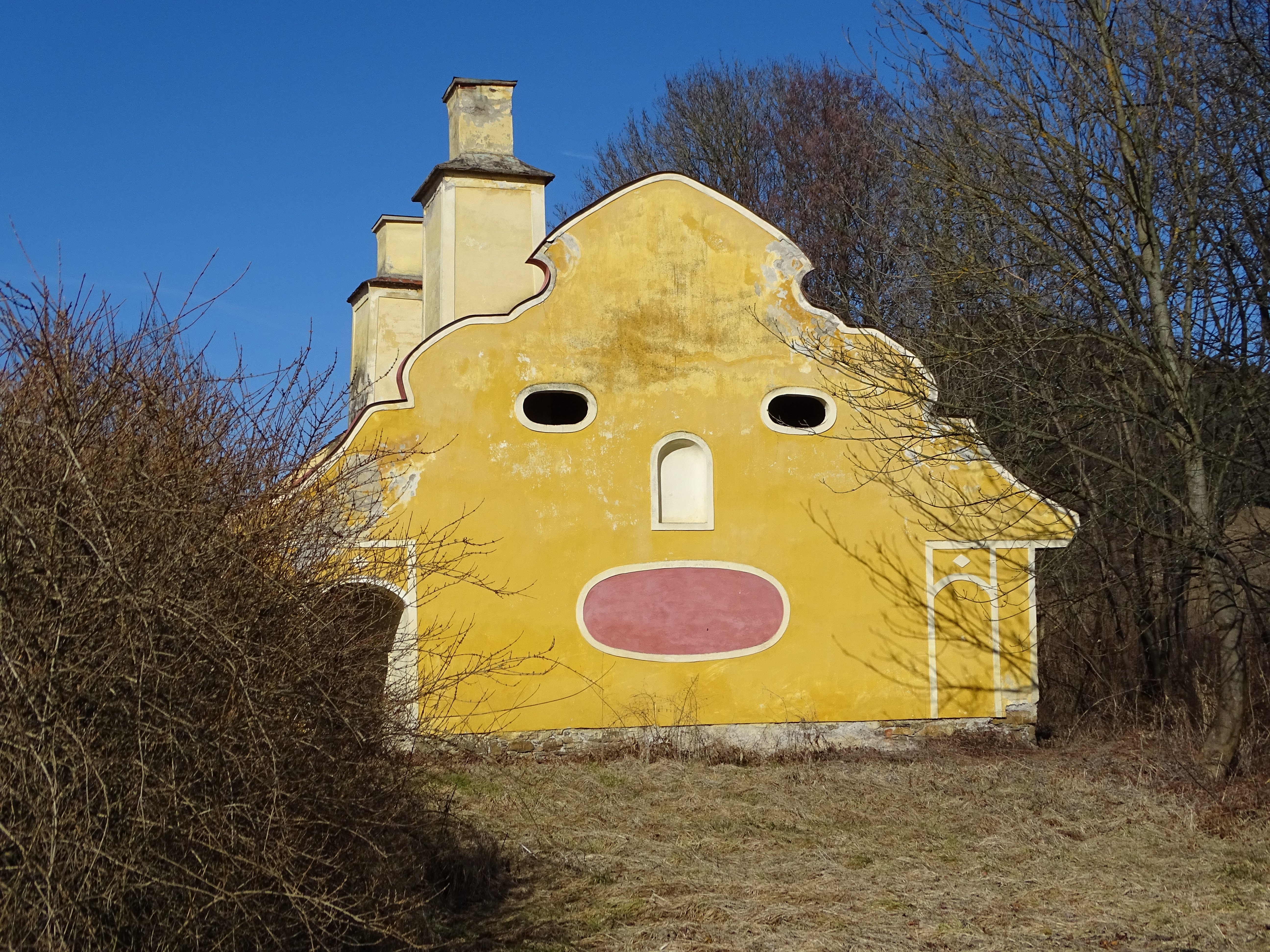
Die Schaufassade der Lackenschmiede

Die Lackenschmiede, auch Huberschmiede und aufgrund der Fassade von den Bewohnern der näheren Umgebung Eisenfresser genannt, befindet sich in der Katastralgemeinde Aichegg der Marktgemeinde Stallhofen im Bezirk Voitsberg in der Weststeiermark. Die Ursprünge der Schmiede gehen in das 18. Jahrhundert zurück. Sie war bis um 1970 als Huf- und Wagenschmiede in Betrieb.

## Standort
Die ehemalige Schmiede befindet sich direkt an der Landesstraße L315 zwischen Stallhofen und Södingberg, am westlichen Ufer des Supper- oder Mühlbaches und etwas westlich des Södingbaches. Sie hat die Adresse Aichegg 62.

## Geschichte
Das heutige Gebäude der Lackenschmiede stammt aus dem 18. Jahrhundert und wurde südlich an ein bereits vorhandenes und seit 1130 urkundlich nachweisbares Gebäude angebaut. Das ältere Gebäude diente ursprünglich als Steuereintreiberhaus und diente sowohl als Büro- und Wohngebäude als auch als Getreidekammer. Heute wird es nur mehr als Wohnhaus genutzt. Im Juli 1827 erwarb Jacob Obergmainer die Lackenschmiede und nutzte sie als Werkzeugschmiede sowie zur Herstellung von Ambossen. Im Jahr 1912 wurde die Schmiede elektrifiziert. Unter späteren Pächtern wurde die Schmiede zu einer Huf- und Wagenschmiede. Der letzte Schmied war Johann Kraxner, welcher die Schmiede bis um 1970 nutzte. Heute dient die ehemalige Schmiede als Heizraum und Brennstofflager für das angebaute Wohnhaus.

## Beschreibung
Das spätbarocke Gebäude der Lackenschmiede ist etwas größer als das Wohngebäude, an das es angebaut wurde, und der Dachfirst mit den zwei hohen Kaminen weist dieselbe Richtung auf wie der des Wohngebäudes. Die geschwungene Giebelseite an der Südseite der Schmiede reicht etwas über das Dach hinaus und weist eine Schaufassade auf. Diese Fassade ist wie ein großes Gesicht geformt, wobei zwei ovale Ochsenaugen im Dachbereich die Augen, eine darunter und zentral gelegene Rundbogennische die Nase sowie eine große ovale und von einer Fasche aus Putz gerahmte Flachnische auf Höhe des Erdgeschoßes den Mund darstellen. In der zentralen Rundbogennische befand sich früher eine Engelsfigur mit Schwert und der Inschrift Maß und Gewicht kommt vors Gericht. Die Flachnische im Erdgeschoß hatte früher zudem unten fünf und oben vier aufgemalte ineinander passende, rechteckige Zähne, welche bei einer Sanierung des Gebäudes von den Eigentümern übermalt wurden.
Aufgrund der Schaufassade und der Vorstellung, dass nur gut geschmiedetes Eisen die Schmiede verlässt, trägt das Gebäude bei den Bewohnern der näheren Umgebung auch den Namen Eisenfresser.